# Megadeth
Megadeth je američki heavy metal sastav iz Los Angelesa, Kalifornije. Gitarist Dave Mustaine i basist David Ellefson osnovali su grupu 1983. ubrzo nakon što je Mustaine bio izbačen iz Metallice. Uz Metallicu, Anthrax i Slayer Megadeth je jedan od "velike četvorke" američkog thrash metala, koja je zaslužna za njegov razvoj i popularizaciju. Njegova glazba sadrži složene aranžmane i brze ritmičke sekcije te tekstove pjesama o smrti, ratu, politici i religiji.
Megadethov je album prvijenac, Killing Is My Business... and Business Is Good!, 1985. godine objavila nezavisna diskografska kuća Combat Records te je bio djelomično uspješan. Privukao je pažnju većih izdavača i Megadeth je potpisao ugovor s Capitol Recordsom. Njegov prvi album koji je objavila veća diskografska kuća, Peace Sells... but Who's Buying?, bio je objavljen 1986. godine i utjecao je na podzemnu metal scenu. Megadeth je u to doba bio na lošem glasu zbog zloupotrebe droga i svađa među njegovim članovima.
Nakon što je postava postala stabilna, Megadeth je objavio nekolicinu albuma koji su postigli platinastu nakladu, među kojima su Rust in Peace (iz 1990.) i Countdown to Extinction (iz 1992.). Ovi su albumi, uz svjetske turneje, grupi priuštili javno priznanje. Skupina se nakratko raspala 2002. godine jer je Mustaine ozlijedio ruku i ponovno se okupila 2004. bez basista Ellefsona, koji je pokrenuo sudski postupak protiv Mustainea. Ellefson se nagodio s Mustaineom izvan suda i ponovno se pridružio sastavu 2010. godine. Megadeth je od srpnja 2005. godine nekoliko puta održao vlastiti glazbeni festival Gigantour.
Megadeth je prodao više od 38 milijuna albuma širom svijeta, šest od njegovih petnaest albuma dobilo je platinastu nakladu i dobilo dvanaest nominacija za nagradu Grammy. Megadeth je osvojio svoj prvi Grammy za najbolju metal izvedbu 2017. godine za pjesmu "Dystopia". Maskota grupe, Vic Rattlehead, često se pojavljuje na naslovnicama albuma i koncertima. Skupina je izazvala polemike zbog svoje glazbe i tekstova te su ponegdje njezini albumi bili zabranjivani i koncerti otkazivani; MTV je odbio reproducirati dva njezina glazbena spota jer je program smatrao da potiču na samoubojstvo.

## Povijest

### 1983. – 1984.: Osnivanje
Dave Mustaine bio je 11. travnja 1983. izbačen iz Metallice neposredno prije nego što je sastav počeo snimati svoj debitantski album Kill 'Em All zbog zloupotrebe droga i svađa s Jamesom Hetfieldom i Larsom Ulrichem. Mustaine je kao Metallicin glavni gitarist od 1981. skladao neke od njezinih ranijih skladbi i pomogao joj da postane samouvjerenija tijekom koncerata. Naknadno je Mustaine obećao da će joj se osvetiti tako što će osnovati skupinu koja će biti brža i žešća. Dok je autobusom putovao nazad u Los Angeles, Mustaine je pronašao pamflet kalifornijskog senatora Alana Cranstona na kojem je pisalo: "Nećemo se moći riješiti arsenala megasmrti (megadeath) bez obzira na to što se dogovori mirovnim ugovorima." Mustaine je zapamtio izraz "Megadeath" i napisao pjesmu čiji je naziv napisao manjom promjenom slova u Megadeth, a prema Mustaineovim je riječima predstavljala uništenje moći.
Nakon povratka u Los Angeles Mustaine je počeo tražiti nove članove za svoj sastav. Osnovao je skupinu sa svojim susjedima, Davidom Ellefsonom i Gregom Handevidtom, koji su se preselili ondje iz Minnesote i poimence svirali bas-gitaru i gitaru. Iako će Handevidt u grupi biti samo par mjeseci, Mustaine i Ellefson postali su čvrsto glazbeno povezani. Usprkos svojem entuzijazmu Mustaine je teško nalazio nove članove koji bi popunili postavu. On i Ellefson testirali su oko petnaest bubnjara i nadali se da će pronaći onog koji će razumjeti promjene u glazbenoj metrici. Nakon kratkog sviranja s Dijonom Carruthersom odabrali su Leeja Rauscha. Također su odlučili da će, nakon šest mjeseci potrage, Mustaine ipak biti glavni pjevač.
Megadeth je 1984. snimio demouradak od tri pjesme na kojem su svirali Mustaine, Ellefson i Rausch. Taj je demo, pod imenom Last Rites, bio objavljen 9. ožujka 1984. godine. Na demu su se pojavile ranije inačice skladbi "Last Rites/Loved to Death", "The Skull Beneath the Skin" i "Mechanix", od kojih su se sve pojavile na albumu prvijencu sastava. Nakon mjeseci traženja grupa je imala poteškoće u nalaženju drugog gitarista. U međuvremenu je Kerry King iz Slayera u proljeće 1984. privremeno s njom svirao ritam gitaru na nekoliko koncerata koji su se održali u području San Francisca. King se kasnije vratio u Slayer i Megadeth je zamijenio Rauscha jazz fusion bubnjarom Garom Samuelsonom. Samuelson je prethodno bio u džez skupini The New Yorkers s gitaristom Chrisom Polandom. Nakon što je vidio Samuelsona kako svira s Megadethom u triju, Poland je otišao iza bine i predložio improviziranu audiciju za mjesto glavnog gitarista u sastavu; pridružio se Megadethu u prosincu 1984.

### 1985.:Killing Is My Business... and Business Is Good!
Nakon što je razmišljao o raznim izdavačima, Mustaine je potpisao ugovor s Combat Recordsom, nezavisnom diskografskom kućom iz New Yorka koja je Megadethu ponudila najveći budžet za snimanje albuma i turneju. Combat Records je 1985. dao skupini 8,000 dolara za snimanje i produkciju albuma prvijenca. Nakon što je potrošila 4,000 dolara budžeta na droge, alkohol i hranu, grupa je otpustila izvornog producenta i samostalno dovršila snimanje.
Usprkos lošoj kvaliteti zvuka Killing Is My Business... and Business Is Good! bio je relativno uspješan u podzemnim metal krugovima te je privukao pažnju većih izdavača. Glazbeni pisac Joel McIver pohvalio je njegovu "žestoku tehnikalnost" i izjavio da je album "podigao standarde za cijelu thrash metal scenu te su gitaristi bili prisiljeni svirati još pravilnije i snažnije". Na naslovnici albuma prvi se put pojavila maskota grupe Vic Rattlehead, koja će se često pojavljivati na naknadnim naslovnicama nosača zvuka.
Killing Is My Business... and Business Is Good! sadrži "Mechanix", pjesmu koju je Mustaine napisao dok je još bio u Metallici. Iako je Mustaine nakon svojeg otpusta rekao skupini da ne koristi glazbu koju je skladao, Metallica je snimila drugačiju inačicu pjesme, "The Four Horsemen", koja je bila sporijeg tempa i sadržavala je melodičnu središnju sekciju. Ma albumu se pojavila i obrada skladbe "These Boots Are Made for Walkin'" Nancy Sinatre, koja je imala brži tempo i promijenjeni tekst. Megadethova je inačica izazvala polemike tijekom 1990-ih kad je njezin autor, Lee Hazlewood, rekao da su Mustaineove promjene bile "odvratne i uvredljive". Pjesma je bila maknuta s reizdanja od 1995. do 2001. godine zbog prijetnje sudskim postupkom.
Sredinom 1985. Megadeth je s kanadskim speed metal sastavom Exciter otišao na svoju prvu sjevernoameričku turneju: Killing for a Living Tour. Gitarist Mike Albert na turneji je zamijenio Poland, koji se borio s ovisnošću. Poland se ponovno pridružio grupi u listopadu 1985., prije nego što je počela snimati svoj drugi album za Combat.

### 1986. – 1987.:Peace Sells... but Who's Buying?
Prema Mustaineovim je riječima Megadeth bio pod pritiskom da snimi još jedan uspješan album: "Taj je drugi album 'sve ili ništa' za svaki sastav. Ili se popnete na drugu razinu ili je početak propasti." Pjesme su bile napisane relativno brzo u starom skladištu južno od Los Angelesa prije nego što je snimanje započelo. Mustaine je skladao glazbu, a ostali su članovi nudili aranžmanske ideje.
Album je bio snimljen uz budžet od 25,000 dolara Combat Recordsa. Nezadovoljna financijskim ograničenjima grupa je napustila Combat i potpisala ugovor s Capitol Recordsom. Capitol je otkupio prava za album i unajmio producenta Paula Lanija da remiksa ranije snimke. Objavljen krajem 1986., Peace Sells... but Who's Buying? odlikovao se čišćom produkcijom i sofisticiranijim pjesmama. Mustaine je želio pisati društveno svjesne tekstove za razliku od heavy metal skupina glavne struje koji su pjevali o  "hedonističkim užicima". Album je bio značajan zbog svojih političkih komentara i pomogao je Megadethu povećati krug obožavatelja. Naslovna pjesma bila je glavni singl s albuma te ju je popratio glazbeni spot koji se često prikazivao na MTV-ju.
Megadeth je u veljači 1987. bio predgrupa Aliceu Cooperu na njegovoj turneji Constrictor, a sljedeći je mjesec otišao u Ujedinjeno Kraljevstvo na svoju prvu svjetsku turneju kao glavni izvođač. Turneju, koja je trajala 72 tjedna, podržali su Overkill i Necros te se nastavila u Sjedinjenim Državama. Tijekom turneje Mustaine i Ellefson razmišljali su o tome da otpuste Samuelsona zbog njegove zloupotrebe droga. Prema Mustaineovim riječima skupina se nije mogla nositi sa Samuelsonom kad je bio pod utjecajem droga. Bubnjar Chuck Behler putovao je s Megadethom i nastupio na zadnjim koncertima na turneji jer su se ostali članovi bojali da Samuelson neće biti u stanju svirati. Poland se posvađao s Mustaineom i bio je optužen za prodavanje opreme skupine kako bi kupovao heroin. Zbog toga su Samuelson i Poland 1987. bili otpušteni iz Megadetha te je Behler postao njegov punopravni bubnjar.
Kasnije je te godine šesnaestogodišnji gitarist Jeff Loomis iz Sanctuaryja otišao na audiciju kako bi postao Megadethov gitarist. Mustaine je pohvalio Loomisovo sviranje, ali je smatrao da je premlad. Polanda je izvorno zamijenio Jay Reynolds iz skupine Malice, ali kad je sastav počeo raditi na svojem sljedećem albumu zamijenio ga je njegov učitelj gitare, Jeff Young, u vrijeme kad je Megadeth već šest tjedana snimao svoj treći album.

### 1988. – 1989.:So Far, So Good... So What!
Uz pomoć budžeta veće diskografske kuće Paul Lani postao je producent albuma So Far, So Good... So What! za čije je snimanje bilo potrebno preko pet mjeseci. Produkciju su kvarili problemi, djelomično zbog Mustaineove borbe s ovisnošću o drogi. Mustaine je kasnije izjavio: "Produkcija So Far, So Good... So What!-a bila je užasna, uglavnom zbog droga i prioriteta koje jesmo ili nismo imali u to vrijeme." Mustaine se posvađao s Lanijem, a do svađe je došlo kad je Lani počeo inzistirati na tome da se bubnjevi snime odvojeno od činela, što je bio proces nepoznat rock bubnjarima. Mustaine i Lani udaljili su se jedan od drugog tijekom miksanja te je Lanija zamijenio Michael Wagener, koji je remiksao album.
So Far, So Good... So What! bio je objavljen u siječnju 1988. te su kritike i reakcije obožavatelja bile pozitivne. Album je sadržavao obradu "Anarchy in the U.K." Sex Pistolsa; Mustaine je promijenio tekst, ali je kasnije izjavio da ga je jednostavno krivo čuo. Kako bi podržao album, Megadeth je otišao na svjetsku turneju, bio predgrupa Diu u Europi te se kasnije u Sjedinjenim Državama pridružio Iron Maidenu na njegovoj turneji Seventh Tour of a Seventh Tour.
Sastav se u lipnju 1988. pojavio u dokumentarnom filmu The Decline of Western Civilization Part II: The Metal Years Penelope Spheeris. Dokumentarni je film pratio heavy metal scenu u Los Angelesu krajem 1980-ih, a Spheeris, koja je režirala spot za Megadethovu pjesmu "Wake Up Dead", odlučila je uključiti grupu u film kako bi u njemu bila i jedna skupina koja bi bila ozbiljnija od glam metal sastava. Mustaine je bio razočaran filmom jer je povezao Megadeth s "gomilom sranjskih grupa".
U kolovozu se skupina pojavila na festivalu Monsters of Rock u Castle Doningtonu u Ujedinjenom Kraljevstvu te je svirala pred publikom koju je činilo više od 100,000 ljudi. Na jednom se nastupu kao gostujući glazbenik pojavio Metallicin bubnjar (i bivši Mustaineov kolega iz sastava) Lars Ulrich. Megadeth je trebao otići na europsku turneju Monsters of Rocka, ali ju je napustio nakon prvog koncerta zbog Ellefsonovih problema s drogom, zbog kojih je odmah pošao na liječenje.
Mustaine je otkazao nekoliko koncerata na Megadethovoj australskoj turneji ubrzo nakon pojave na Monsters of Rocku te je naknadno otpustio Behlera i Younga. Kasnije je komentirao: "Na putu su stvari iz manjih okršaja prerasle u potpuni bijesni rat. Mislim da je većina nas bila nepredvidljiva zbog [droga]." Tijekom turneje Mustaine je primijetio kako počinju nastajati problemi s Behlerom te je u skupinu doveo bubnjara Nicka Menzu, koji je radio kao Behlerov tehničar bubnjeva. Kao što je bio slučaj sa Samuelsonom, Menza je trebao preuzeti bubnjanje ako Behler ne bude mogao nastaviti svirati na turneji. Menza je zamijenio Behlera 1989. godine. Young je bio otpušten zbog Mustaineovih sumnji da je imao aferu s Mustaineovom djevojkom, no tu je optužbu Young negirao.
Grupa nije uspjela brzo pronaći prikladnu Youngovu zamjenu. U to je vrijeme Megadeth snimio obradu pjesme "No More Mr. Nice Guy" Alicea Coopera, koja se pojavila u filmskoj glazbi za horor film Shocker Wesa Cravena. Spot je režirala Penelope Spheeris, koja je izjavila da je snimanje bilo "herkulski posao" jer Mustaine nije mogao svirati gitaru zbog svojih problema s drogom. Tijekom audicije za novog glavnog gitarista koja se održala u ožujku 1989., Mustaine je bio uhićen zbog vožnje pod utjecajem opojnih sredstava i posjedovanja narkotika nakon što je udario u parkirano vozilo u kojem se nalazio policajac koji nije bio na dužnosti. Sud mu je ubrzo propisao odlazak u centar za odvikavanje te je prvi put u deset godina prestao konzumirati drogu.

### 1990. – 1991.:Rust in Peace
Kad se Mustaine otrijeznio, Megadeth je nastavio potragu za novim glavnim gitaristom. Među onima koji su se pojavili na audiciji bili su Lee Altus iz Heathena te Eric Meyer iz Dark Angela. Meyer je bio pozvan da se pridruži grupi nakon Polandovog odlaska, ali je odlučio ostati u Dark Angelu. Slash, gitarist Guns N' Rosesa, neobvezno je svirao s Mustaineom i Ellefsonom i, iako se činilo da će se pridružiti sastavu, ostao je u Guns N' Rosesu. Dimebagu Darrellu iz Pantere bio je ponuđen posao, ali se želio pridružiti skupini pod uvjetom da u nju dovede svojeg brata, Panterinog bubnjara Vinnieja Paula. Budući da je Megadeth već bio zaposlio Menzu, Darrell mu se odbio pridružiti.
Ron Laffitte, član Capitolovog menadžmenta, predložio je da se sastavu na mjestu gitarista pridruži Marty Friedman. Laffitte je poslušao Dragon's Kiss, samostalni Friedmanov album koji je snimio dok je još bio u Cacophonyju. Mustaine i Ellefson bili su zadovoljni Friedmanovim stilom i smatrali da razumije Megadethovu glazbu. Nakon što se Friedman pridružio grupi, nastalo je ono što obožavatelji smatraju glavnom Megadethovom postavom. Revitalizirana je skupina u ožujku 1990. godine ušla je u studio Rumbo Studios s koproducentom Mikeom Clinkom kako bi snimila svoj kritički najprihvaćeniji album, Rust in Peace. Članovi skupine prvi su put u studiju ostali trijezni zbog čega su se riješili nekolicine problema koji su bili prisutni na prethodnim albumima. Clink je bio prvi producent koji je dovršio Megadethov album, a da pritom nije bio otpušten. Snimanje albuma popratio je Rusted Pieces, kućni videozapis objavljen 1991. godine koji je sadržavao šest glazbenih spotova i intervju s članovima sastava.
Objavljen u rujnu 1990. godine, Rust in Peace debitirao je na 23. mjestu ljestvica u SAD-u i 8. mjestu ljestvica u Ujedinjenom Kraljevstvu. Mustaine je razvio ritmički složen, progresivan stil skladanja te su pjesme sadržavale duže gitarističke solo dionice i česte promjene u tempu. Album, za koji je Decibel izjavio da definira žanr, učvrstio je Megadethovu reputaciju u glazbenoj industriji. Sadrži singlove "Holy Wars... The Punishment Due" i "Hangar 18", od kojih su obje popratili glazbeni spotovi te se često izvode na koncertima. Rust in Peace bio je 1991. nominiran za nagradu Grammy za najbolju metal izvedbu i u prosincu 1994. postao je treći album skupine koji je dobio platinastu nakladu.
Početkom 1990. Megadeth se pridružio Slayeru, Testamentu i Suicidal Tendenciesu na uspješnoj europskoj turneji Clash of the Titans, koju je činilo nekoliko američkih thrash metal skupina. Američka dionica turneje započela je iduće godine te su na njoj nastupali Megadeth, Slayer i Anthrax, dok im je Alice in Chains bio predgrupa. Smatralo se da turneju predvodi više izvođača jer su tri glavna sastava izmjenjivala termine nastupa. Osim što se pojavio na turneji Clash of the Titans, Megadeth je krajem 1990. u Sjevernoj Americi svirao s Judas Priestom te se u siječnju 1991. godine pojavio na drugom Rock in Rio festivalu.

### 1992. – 1993.:Countdown to Extinction
Snimanje Megadethovog petog studijskog albuma započelo je u siječnju 1992. u studiju Enterprise Studios u Burbanku, Kaliforniji. Kao producent bio je izabran Max Norman jer je sastav bio zadovoljan njegovim miksom na  Rust in Peaceu. Megadeth je s Normanom u studiju proveo gotovo četiri mjeseca skladajući i snimajući ono što će postati njegov komercijalno najuspješniji album, Countdown to Extinction. Album, čiji je naziv predložio Menza, sadrži skladateljske doprinose svakog člana grupe. Ellefson je objasnio da je sastav promijenio svoj način skladanja pjesama na tom albumu i da je počeo pisati melodičnije skladbe.
Objavljen u srpnju 1992., Countdown to Extinction našao se na drugom mjestu ljestvice Billboard 200 te je u SAD-u postigao dvostruku platinastu nakladu. Uspjeh albuma u inozemstvu pomogao je skupini da proširi krug obožavatelja izvan Sjedinjenih Država. Godine 1993. bio je nominiran za najbolju metal izvedbu na 35. dodjeli nagrada Grammy, a njegova naslovna skladba iste je godine osvojila nagradu Genesis Award from the Humane Societyja za podizanje svijesti o problemima oko životinjskih prava. Ellefson je kasnije izjavio da su on i Friedman bili razočarani što Megadeth nije osvojio Grammy: "Bio je to tako bizaran trenutak jer se činilo kako je silan rad kojim smo došli do te noći nade doslovno nestao u sekundi."
Megadeth je krajem 1992. krenuo na svjetsku turneju kako bi podržao album te su njegove predgrupe bile Pantera i White Zombie. Turneja je završila početkom 1993. sjevernoameričkom dionicom tijekom koje je predgrupa bio Stone Temple Pilots. Nakon mjesec dana te dionice ostali su nastupi, uključujući one u Japanu, bili otkazani jer se Mustaine vratio drogama te je završio u bolničkoj sobi za hitne slučajeve. Nakon što je proveo sedam tjedana na odvikavanju, Mustaine se ponovo vratio u trijeznom stanju i skupina se vratila u studio kako bi snimila "Angry Again". Pjesma se pojavila u filmskoj glazbi za film Posljednji akcijski junak iz 1993. godine te je bila nominirana za Grammy 1994. godine.
Sredinom 1993. Megadeth je održao nekoliko koncerata s Metallicom u Europi. Prvi se održao u Milton Keynes Bowlu u Engleskoj te je na njemu nastupio i Diamond Head. Megadeth je u srpnju bio predgrupa Aerosmithu na njegovoj turneji Get a Grip Tour, ali je bio maknut s te pozicije nakon tri nastupa. Aerosmith je izjavio da je Megadeth bio "nogiran" zbog Mustaineovog nepredvidljivog ponašanja, dok je Capitol Records rekao da su pravi razlog bila "umjetnička ograničenja". Prije otkazane američke turneje Megadeth se vratio u studio kako bi snimio "99 Ways to Die", koja se pojavila na The Beavis and Butt-head Experienceu, kompilaciji objavljenoj u studenom na kojoj su se pojavile skladbe uz komentare glavnih likova animirane serije Beavis and Butt-head. Pjesma je bila nominirana za najbolju metal izvedbu na 37. dodjeli nagrada Grammy 1995. godine. Tijekom tih snimateljskih je sesija Megadeth snimio obradu pjesme "Paranoid" Black Sabbatha, koja se pojavila na Nativity in Blacku, albumu snimljenom u počast navedenoj skupini; sljedeće je godine bila nominirana za nagradu Grammy.

### 1994. – 1995.:Youthanasia
Početkom 1994. godine Megadeth se ponovno sastao s producentom Maxom Normanom kako bi snimili nasljednika Countdown to Extinctiona. Budući da su tri člana sastava živjela u Arizoni, izvorno je snimanje započelo u studiju Phase Four Studios u Phoenixu. Nakon nekoliko dana pretprodukcije došlo je do problema s opremom u Phase Fouru te je grupa bila prisiljena pronaći novi studio. Mustaine je inzistirao na tome da se snimanje održi u Arizoni, no ondje se nije moglo pronaći prikladan studio. Na Normanovu je zamolbu skupina izgradila svoj vlastiti snimateljski studio u Phoenixu u unajmljenom skladištu te je kasnije bio prozvan "Fat Planet in Hangar 18". Dok se studio gradio, većina pretprodukcijskog skladanja i aranžiranja već je bila dovršena u studiju Vintage Recorders u Phoenixu. Na Normanov su prijedlog skladbe na Youthanasiji bile sporijeg tempa nego prethodni albumi, u prosjeku imajući 120 otkucaja u minuti. Sastav je odbacio progresivni pristup prethodnih albuma i usredotočio se na snažnije vokalne melodije i pristupačnije aranžmane prilagođene radiju. Megadeth je prvi put skladao i aranžirao cijeli album u studiju uključujući i osnovne dionice koje je uživo snimila cijela grupa. Snimanje albuma bilo je snimljeno kamerom i 1995. godine objavljeno pod imenom Evolver: The Making of Youthanasia.
Nakon osam mjeseci studijskog rada Youthanasia je bila objavljena u studenom 1994. godine. Debitirala je na četvrtom mjestu ljestvice Billboard 200 te se našla na ljestvicama u nekolicini europskih država. Album je u Kanadi na dan izlaska postigao zlatnu nakladu, dok je u SAD-u dobio platinastu nakladu dva mjeseca kasnije. Megadeth je unajmio modnog fotografa Richarda Avedona kako bi poboljšao imidž skupine. Avedon je nagovorio njegove članove da se riješe svojih traperica i majica kako bi izgledali stilski osvještenije. Kako bi podržao Youthanasiju, sastav je u New Yorku održao koncert na Noć vještica pod imenom "Night of the Living Megadeth" te se uživo prenosio na MTV-ju. U studenom je sastav dvaput nastupio na emisiji Late Show with David Letterman, prvi put svirajući "Train of Consequences", a drugi put "À Tout le Monde".
Jedanaestomjesečna turneja započela je u studenom 1994. u Južnoj Americi. Megadeth je 1995. nastupio u Europi i Sjevernoj Americi s raznim predgrupama među kojima se ističu Corrosion of Conformity, Korn i Fear Factory. Turneja je završila koncertom na festivalu Monsters of Rock u Brazilu, na kojem je sastav bio glavni izvođač uz Alicea Coopera i Ozzyja Osbournea. Megadeth se u siječnju 1995. pojavio s pjesmom "Diadems" u filmskoj glazbi za horor film Demon Knight. Skupina je u srpnju objavila Hidden Treasures, EP na kojem su se nalazile skladbe koje su se izvorno pojavile u filmskoj glazbi i počasnim albumima.

### 1996. – 1998.:Cryptic Writings
Nakon opsežne svjetske turneje kojom je podržao Youthanasiju, Megadeth je krajem 1995. godine nakratko pauzirao svoj rad. Mustaine je počeo raditi na MD.45-u, sporednom projektu s pjevačem Leejem Vingom iz grupe Fear. Dvojac je unajmio bubnjara Jimmyja DeGrassa, koji je ranije te godine svirao s Aliceom Cooperom na južnoameričkoj turneji Monsters of Rock. Marty Friedman izgradio je studio u svojoj novoj kući u Phoenixu te dovršio svoj četvrti samostalni album, koji je bio objavljen u travnju 1996. godine. Megadeth je u rujnu 1996. otišao u London kako bi radio na pjesmama za svoj sljedeći album. Skladanje pjesama izbliza je nadgledao novi menadžer Bud Prager, koji je bio zaslužan za nekoliko glazbenih ideja i tekstova; mnogi su tekstovi i nazivi pjesama bili promijenjeni na njegov zahtjev. O Pragerovom je utjecaju Mustaine kasnije napisao: "Mislio sam da će mi taj tip [Prager] pomoći doći do tog nedodirljivog albuma na prvom mjestu koji sam toliko želio." Snimljen u Nashvilleu, album je označio prvu Megadethovu suradnju s country pop producentom Dannom Huffom, koji je upoznao Mustainea 1990. godine.
Cryptic Writings bio je objavljen u lipnju 1997. Album se našao 10. mjestu ljestvice Billboard 200 i na koncu je postigao zlatnu nakladu u SAD-u. Njegov je glavni singl, "Trust", došao do petog mjesta ljestvice Mainstream Rock i time postao najviša Megadethova pjesma na toj ljestvici te je bio nominiran u kategoriji najbolje metal izvedbe na 40. dodjeli nagrada Grammy 1998. godine. Iako su sva četiri singla s albuma ušla u top 20 Billboardove ljestvice Mainstream Rock Tracks, reakcije recenzenata bile su pomiješane. Album je sadržavao raznoliki set pjesama koji je Los Angeles Times opisao "uzbudljivom ravnotežom" između starijeg materijala i eksperimentalnih skladbi. Upitan o eklektičnosti albuma, Mustaine je izjavio da je Cryptic Writings bio podijeljen u trećine. Jedan je dio utemeljen na bržem, agresivnijem materijalu, drugi na  "glazbi prilagođenoj radiju kao na Youthanasiji", dok je posljednja trećina bila melodičnija.
Nakon više od godine dana od posljednjeg koncerta Megadeth se vratio nastupima u lipnju 1997. započevši svjetsku turneju s Misfitsom te održavajući koncerte u SAD-u s Life of Agonyjem i Coal Chamberom. U srpnju 1998. skupina je nastupila na Ozzfestu, ali je usred turneje Menza otkrio da ima tumor u koljenu i otišao je kako bi mogao na operaciju. Jimmy DeGrasso, koji je surađivao s Mustaineom u skupini MD.45, zamijenio je Menzu do kraja turneje. Iako je neko vrijeme trebao biti privremena zamjena, DeGrasso se trajno priključio grupi nakon turneje. Mustaine je kasnije rekao da je otpustio Menzu iz sastava jer je mislio da je lagao o tome da ima rak.

### 1999. – 2000.:Risk
Nakon što je s Cryptic Writingsom sastav postigao uspjeh na radijima glavne struje, Megadeth je opet radio s Dannom Huffom, ovaj put na svojem osmom studijskom albumu. Sastav je počeo skladati pjesme u siječnju 1999. te ga je nadgledao menadžer Bud Prager, koji je bio koautor pet od dvanaest pjesama na albumu. Zbog visokih očekivanja nakon uspjeha "Trusta" na ljestvicama Prager je uvjerio Mustainea da Huffu dopusti veću kontrolu nad snimanjem albuma. Mustaine je tu odluku kasnije zažalio.
Risk, objavljen u kolovozu 1999., bio je kritički i komercijalni neuspjeh te je doveo do negativnih reakcija kod mnogih dugogodišnjih obožavatelja. Iako su njegova dva prethodnika uključivala elemente rocka uz tradicionalniji zvuk heavy metala, Risk je gotovo posve bio lišen metala. O glazbenom stilu skupine Dave Mustaine je izjavio: "S Riskom smo došli do dna svoje karijere i nakon toga sam se zakleo da ćemo se vratiti svojim korijenima. Bilo je potrebno neko vrijeme da to učinimo." Usprkos tomu Risk je postigao zlatnu nakladu u SAD-u. Glavni singl s albuma, "Crush 'Em", pojavio se u filmskoj glazbi za film Univerzalni vojnik: Povratak na bojišnicu te se koristio kao glavna tema NHL-ovih hokejskih igra i natjecanja u profesionalnom hrvanjeu.
Bivši je bubnjar Gar Samuelson 14. srpnja 1999. umro u Orange Cityju, Floridi u dobi od 41 godine od otkazivanja jetre. Tri dana kasnije, tijekom Megadethovog nastupa na Woodstocku 1999. godine, Mustaine je posvetio "Peace Sells" sjećanju na Samuelsona. Taj je mjesec Megadeth također snimio obradu pjesme "Never Say Die" Black Sabbatha za drugi počasni album Nativity in Black. Grupa je u rujnu otišla na svjetsku turneju kako bi podržala Risk te je tijekom europske dionice svirala s Iron Maidenom. Nakon tri mjeseca turneje Friedman je najavio svoj izlazak iz Megadetha zbog glazbenih razlika. Mustaine je kasnije izjavio: "Nakon Riska sam rekao [Martyju] da se moramo vratiti svojim korijenima i svirati metal, a on je izašao iz grupe." Gitarist Al Pitrelli, koji je prije svirao sa skupinama Savatage i Trans-Siberian Orchestra, u siječnju 2000. postao je Friedmanova zamjena.
U travnju se Megadeth vratio u studio kako bi počeo raditi na svojem devetom studijskom albumu. Sastav je nakon mjesec dana produkcije bio pozvan da se pridruži turneji Maximum Rock s Anthraxom i Mötley Crüeom. Megadeth je odgodio snimanje i otišao na turneju po Sjevernoj Americi tijekom druge četvrtine 2000. godine. Na početku je turneje Anthrax bio maknut s popisa izvođača te je Megadeth mogao održati produženi set kao jedan od glavnih izvođača. Karte za turneju, međutim, slabo su se prodavale.

### 2000. – 2001.:The World Needs a Hero
Megadeth je u srpnju 2000. godine napustio Capitol Records nakon što je s kućom proveo 15 godina. Prema Mustaineovim je riječima skupina napustila izdavača zbog neprekidnih tenzija s njegovim menadžmentom. Capitol je vratio sastavu njegove najnovije snimke i objavio album najvećih hitova, Capitol Punishment: The Megadeth Years, na kojem su se našle dvije nove skladbe: "Kill the King" i "Dread and the Fugitive Mind". U studenom je Megadeth potpisao ugovor sa Sanctuary Recordsom. Grupa se u listopadu vratila u studio kako bi dovršila svoj sljedeći album, The World Needs a Hero, koji je skoro bio dovršen u vrijeme kad se Megadeth šest mjeseci ranije pridružio turneji Maximum Rock. Zbog negativne reakcije na Risk Mustaine je otpustio Buda Pragera i samostalno producirao album. Sve je skladbe napisao sam Mustaine osim pjesme "Promises", čiji je koautor bio Pitrelli. Dva dana prije objave The World Needs a Heroa Megadeth se pojavio u epizodi emisiji Behind the Music programa VH1 u kojoj su se pojavili Mustaine, Ellefson, nekolicina prošlih članova i Mustaineovi bivši kolege iz Metallice, James Hetfield i Lars Ulrich.
The World Needs a Hero bio je objavljen u svibnju 2001. te je debitirao na šesnaestom mjestu ljestvice Billboard 200. Bio je zabranjen u Maleziji kad je nacionalna vlada zaključila da je njegova naslovnica "neprikladna za mladež države". Zbog toga je skupina otkazala svoj koncert u Kuala Lumpuru koji se trebao održati 2. kolovoza. Album je označio Megadethov povratak agresivnijem zvuku nakon stilističkih varijacija na prethodnim dvama albumima, ali su kritičari smatrali da nije ispunio očekivanja. Mustaine je usporedio album s velikim brodom na moru koji se okreće i pokušava vratiti na pravu rutu. Njegov se glavni singl, "Moto Psycho", našao na 22. mjestu Billboardove Mainstream Rock ljestvice.
Europska turneja s AC/DC-jem kako bi podržao The World Needs a Hero započela je sredinom 2001., a nakon nje je u rujnu započela američka turneja s Iced Earthom i Endom. Mustaine je dozvolio obožavateljima da odaberu pjesme koje će izvoditi u svakom američkom gradu. Međutim, turneja je ubrzo završila zbog napada 11. rujna; svi su koncerti bili otkazani, kao i snimanje nastupa u Argenitini za DVD. Umjesto toga skupina je 16. i 17. studenog održala dva koncerta u Arizoni koji su bili snimljeni i objavljeni kao Megadethov prvi koncertni album, Rude Awakening. Iste je godine Killing Is My Business... and Business Is Good! bio remiksan i remasteriran; reizdanje je sadržavalo izmijenjenu naslovnicu i nekoliko bonus skladbi.

### 2002. – 2003.: Raspad sastava
Mustaine je u siječnju 2002. otišao u bolnicu kako bi otklonio bubrežni kamenac te su mu bila propisana sredstva protiv bolova koja su potaknula povratak njegove ovisnosti o drogi. Nakon ostanka u bolnici Mustaine je otišao u terapijski centar u Teksasu u kojem se ozlijedio na čudan način i jako oštetio živce u svojoj lijevoj ruci. Ozljeda, koja se dogodila u snu dok mu je lijeva ruka bila polegnuta preko naslona na stolici, izazvala je kompresiju radijalnog živca. Bila mu je dijagnosticirana radijalna neuropatija zbog koje nije ništa mogao primiti lijevom rukom niti ju složiti u šaku.
Mustaine je 3. travnja u priopćenju za tisak izjavio da raspušta Megadeth jer zbog svoje ozljede ruke nije mogao svirati gitaru. Sljedeća je četiri mjeseca pet dana u tjednu išao na fizičku terapiju i polako počeo "ponovno učiti" kako se koristiti lijevom rukom. Kako bi ispunio ugovorne obveze sa Sanctuaryjem, Megadeth je objavio kompilaciju Still Alive... and Well?. Prvu su polovicu albuma činile koncertne skladbe snimljene u Web Theatreu u Phoenixu, a drugu polovicu činile su studijske snimke s The World Needs a Heroa.
Nakon gotovo godine dana oporavka u kojoj je išao na fizičku terapiju i terapiju elektrošokovima, Mustaine je počeo raditi na onome što je trebao biti njegov prvi samostalni album. Novi je materijal snimio sa studijskim glazbenicima Vinniejem Colaiutom i Jimmiejem Leejem Sloasom u listopadu 2003. Projekt je nakadno bio odgođen kad je Mustaine pristao remiksati i remasterirati Megadethovih osam albuma koje je objavio Capitol Records, ponovno snimajući dijelove koji su nedostajali ili koji su u izvornom miksu bili promijenjeni bez njegova znanja.

### 2004. – 2005.:The System Has Failed
Mustaine se vratio svojem samostalnom projektu u svibnju 2004. godine. Ugovorne obveze s europskom diskografskom kućom skupine, EMI-jem, rezultirale su time da je album bio objavljen pod Megadethovim imenom. Mustaine je ponovno oformio sastav i kontaktirao s obožavateljima omiljenom postavom iz vremena Rust in Peacea kako bi ponovno snimila prateće dionice. Iako se bubnjar Nick Menza pristao vratiti, Marty Friedman i David Ellefson nisu se uspjeli dogovoriti s Mustaineom. Menza je bio poslan kući ubrzo nakon početka probi, par dana prije početka turneje koja će podržati Megadethov nadolazeći album. Mustaine je rekao da Menza nije bio dovoljno pripremljen za fizičke potrebe američke turneje i da "jednostavno nije funkcioniralo". Bio je to prvi album bez Ellefsona. Chris Poland, koji je svirao gitaru na prva dva Megadethova albuma, bio je pozvan da odsvira gitarističke solo dionice na novom albumu te je tako radio s Mustaineom prvi put od 1980-ih. Poland je odlučio svirati jedino kao gostujući glazbenik jer je želio ostati usredotočen na svoj jazz fusion projekt OHM.
The System Has Failed bio je objavljen u rujnu 2004. Kritičari su izjavili da je označio povratak u formu; Revolver je napisao pozitivnu recenziju za album, nazvavši ga "Megadethovim najviše osvetoljubivim, dirljivim i glazbeno složenim uratkom od Countdown to Extinctiona iz 1992. godine". Album je označio povratak ranijem zvuku grupe; novinarka Amy Sciarretto iz CMJ New Music Reporta napisala je da album sadrži "neo-thrash rifove s oštrim, političkim tekstovima". The System Has Failed debitirao je na 18. mjestu ljestvice Billboard 200 te je njegov glavni singl bio "Die Dead Enough", koji se našao na 21. mjestu američke Mainstream Rock ljestvice. Mustaine je najavio kako će to biti posljednji album skupine i da će nakon njega otići na oproštajnu turneju, poslije koje će se usredotočiti na samostalnu karijeru.
Megadeth je u listopadu započeo svjetsku turneju Blackmail the Universe te je za koncertne članove izabrao basista Jamesa MacDonougha iz Iced Eartha te gitarista Glena Drovera iz grupa Eidolon i King Diamond. Pet dana prije prvog nastupa Menzu je zamijenio Shawn Drover, koji je ostao sa sastavom kao punopravni član. Grupa je održala američku turneju s Exodusom te europsku s Diamond Headom i Dungeonom. Capitol je u lipnju 2005. objavio kompilaciju najvećih hitova, Greatest Hits: Back to the Start, na kojoj su se nalazile remiksane i remasterirane inačice pjesama koje su obožavatelji izabrali s Megadethovih albuma koje je objavio Capitol.

### 2005. – 2006.: Gigantour
Sredinom 2005. Mustaine je organizirao godišnji thrash metal turnejski festival, Gigantour. Megadeth je bio glavni izvođač na prvoj turneji uz izvođače kao što su Dream Theater, Nevermore, Anthrax i Fear Factory. Koncerti u Montrealu i Vancouveru bili su snimljeni te objavljeni na koncertnom DVD i CD setu koji je bio objavljen u drugoj četvrtini 2006. godine. Nakon uspjeha The System Has Faileda i svjetske turneje Blackmail the Universe Mustaine je 9. listopada ispred publike na rasprodanom koncertu na festivalu Pepsi Music Rock u Argentini izjavio da će Megadeth nastaviti snimati i odlaziti na turneje. Koncert, održan na stadionu Obras Sanitarias u Buenos Airesu ispred 25,000 obožavatelja, bio je snimljen i objavljen 2007. godine na DVD-u kao That One Night: Live in Buenos Aires.
Basist James MacDonough napustio je skupinu u veljači 2006. zbog "osobnih razlika". Zamijenio ga je James LoMenzo, koji je prethodno radio s Davidom Leejem Rothom, White Lionom i Black Label Societyjem. Nova je Megadethova postava prvi put nastupila na mjestu glavnog izvođača na festivalu Dubai Desert Rock Festival u Ujedinjenim Arapskim Emiratima s Testamentom. Capitol je u ožujku objavio DVD s dva CD-a, Arsenal of Megadeth, koji je sadržavao arhivske snimke, intervjue, koncertne snimke i većinu glazbenih spotova grupe. Zbog problema s licencijom glazbeni spotovi za filmsku glazbu i spotovi koje nije objavio Capitol nisu bili na izdanju. Drugi je Gigantour počeo u trećoj četvrtini 2006.; Megadeth je ponovno bio glavni izvođač, ovaj put s Lamb of Godom, Opethom, Arch Enemyjem i Overkillom. Kao dio turneje iz 2006. godine bila su i tri nastupa u Australiji koja su podržali Soulfly, Arch Enemy i Caliban.

### 2006. – 2008.:United Abominations
Megadeth je u svibnju 2006. najavio kako se njegov jedanaesti studijski album, United Abominations, bliži dovršetku. Iako je izvorno trebao biti objavljen u listopadu, Mustaine je komentirao da grupa "stavlja konačne detalje na nj" i odgodio je njegovu objavu na svibanj iduće godine. O nosaču zvuka je izjavio: "Metalu je ponovo potreban jedan vrlo dobar album stare škole. Vjerujem da sam uspio u tome." United Abominations bio je prvi album sastava na kojem su svirali Glen Drover, Shawn Drover i James Lomenzo. Također sadrži noviju verziju skladbe "À Tout le Monde" pod imenom "À Tout le Monde (Set Me Free)". Inačica iz 2007. zapravo je duet s Cristinom Scabbiom iz grupe Lacuna Coil; snimljena je u malo bržem tempu od izvornika te sadrži produljenu gitarističku solo dionicu.
Objavljen u svibnju 2007., United Abominations debitirao je na osmom mjestu ljestvice Billboard 200 jer je u prvom tjednu bio prodan u 54,000 primjeraka. U ožujku je Megadeth krenuo na sjevernoameričku turneju gdje je bio predgrupa novoosnovanom sastavu Heaven & Hell. Skupina je tijekom kanadskih nastupa svirala s Downom, a s Machine Headom tijekom američkih. Nakon nje započela je turneja po europskim ljetnim festivalima. Kasnije se te godine vratio u SAD kako bi bio glavni izvođač na svojoj turneji Tour of Duty. U studenom je skupina dovela Gigantour u Australiju te su s njom nastupale grupe kao što su Static-X, DevilDriver i Lacuna Coil.
Glen Drover napustio je Megadeth u siječnju 2008., izjavivši da su ga učestali odlasci na turneje umorili i da želi provesti više vremena sa svojom obitelji. Također je naveo i osobne probleme s ostalim članovima skupine. Drovera je zamijenio Chris Broderick, koji je prethodno svirao u Nevermoreu i Jag Panzeru. Brodericka je već krajem 2007. Mustaineov menadžent pitao bi li želio otići na audiciju za ulazak u grupu. Nakon neformalnog sastanka u Mustaineovoj kući Broderick je postao novi gitarist sastava. Mustaine je pohvalio Broderickove gitarističke vještine i nazvao ga "najboljim gitaristom koji je ikad bio u Megadethu". Broderickov je bivši kolega iz grupe Nevermore, Van Williams, čestitao Megadethu na tome što je "dobio jednog prokleto dobrog izvođača, ali ono što je još važnije jest to da je dobio odličnog tipa za druženje i pravog prijatelja".
Nova postava prvi je put zajedno nastupila 4. veljače u Helsingin jäähalliju. Gigantour 2008. godine, s 29 nastupa u Sjevernoj Americi, započeo je ubrzo nakon navedenog koncerta. Mustaine je želio da na njemu sudjeluje manje grupa kako bi svaki izvođač imao priliku dobro svirati. Na trećoj turneji pojavili su se In Flames, Children of Bodom, Job for a Cowboy i High on Fire. Megadeth je u svibnju i lipnju nastavio turneju Tour of Duty u Južnoj Americi i Meksiku. Kompilacija Anthology: Set the World Afire bila je objavljena u rujnu 2008. godine.

### 2009. – 2010.:Endgame
Megadeth i Testament trebali su u veljači 2009. otići na europsku turneju "Priest Feast", koju je predvodio Judas Priest. U to je vrijeme Metallica, koja je ušla u Rock and Roll Hall of Fame, pozvala Mustainea na svečanost. Mustaine je bio informiran da neće ući u Hall of Fame jer su takvu čast mogli dobiti samo oni članovi koji su dobili snimateljske zasluge na Metallicinim albumima. Mustaine je s poštovanjem čestitao grupi i ostao privržen europskoj turneji s Judas Priestom. U travnju su Megadeth i Slayer zajedno predvodili turneju Canadian Carnage. Bio je to prvi put da su nastupali zajedno u više od 15 godina. Machine Head i Suicide Silence bili su predgrupe na četirima koncertima koji su se održali kasnije u lipnju.
U svibnju je Megadeth dovršio snimanje svojeg dvanaestog albuma, Endgamea. Datum njegove objave bio je najavljen na Megadethovoj službenoj web-stranici te je Metal Hammer bio prvi koji je napisao recenziju za album opisujući svaku skladbu. Megadeth je započeo svoju turneju Endgame u listopadu te ju je završio u prosincu. Na turneji su se pojavili mnogobrojni potporni sastavi kao što su Machine Head, Suicide Silence i Warbringer. Megadeth je u siječnju 2010. trebao otići na turneju American Carnage sa Slayerom i Testamentom, ali je turneja bila odgođena jer je Tom Araya morao na operaciju leđa. Nekoliko je tjedana kasnije singl "Head Crusher" bio nominiran za nagradu Grammy u kategoriji najbolje metal izvedbe na 52. dodjeli nagrada Grammy, što je bila osma Megadethova nominacija za Grammy u 19 godina.
U ožujku je Megadeth otišao na turneju Rust in Peace 20th Anniversary kako bi proslavio dvadesetu godišnjicu objave albuma. Održala se u Sjevernoj Americi te su predgrupe na njoj bile Testament i Exodus. Tijekom turneje Megadeth je svirao Rust in Peace u cijelosti. Prije nego što je turneja počela, izvorni se basist Ellefson vratio Megadethu nakon osam godina. U intevjuu s časopisom Classic Rock izjavio je da je Shawn Drover kontaktirao s njim i informirao ga da basist LoMenzo napušta grupu, dodavši da je "sad vrijeme da ti i Dave [Mustaine] popričate".

### 2010. – 2012.:Thirteen
Megadeth je, uz Metallicu, Slayer i Anthrax, zajedno poznatih kao "velika četvorka" thrash metala, pristao svirati na istoj turneji sredinom 2010. godine. Ti su nastupi bili dio festivala Sonisphere te su se održali u nekolicini europskih država. Jedan se takav nastup održao u Sofiji, Bugarskoj te je bio snimljen i objavljen kao videoalbum The Big Four: Live from Sofia, Bulgaria. Ti su se nastupi nastavili održavati i iduće godine u SAD-u. Prvi se održao u Indiju, Kaliforniji i u to je vrijeme bio jedini planirani nastup u SAD-u, iako se ubrzo drugi američki koncert održao u Yankee Stadiumu u New York Cityju.
Nakon europskih nastupa "velike četvorke" Megadeth i Slayer su u srpnju 2010. krenuli na prvi dio turneje American Carnage Tour, na kojem je Megadeth izvodio Rust in Peace u cijelosti, a Slayer album Seasons in the Abyss. Oba su nosača zvuka bila objavljena 1990. godine. Od tih se nastupa nadalje Vic Rattlehead počeo pojavljivati na nastupima kako bi poboljšao vizualni aspekt Megadethovih koncerata. Ubrzo nakon toga dvije su se skupine udružile s Anthraxom za turneju Jägermeister Music Tour koja se održala koncem 2010. Na posljednjem se nastupu te turneje Kerry King pridružio Megadethu u Gibson Amphitheatreu u Hollywoodu kako bi izveli skladbu "Rattlehead". Bio je to prvi put da je King nastupio s Megadethom od ranijih nastupa 1984. godine. Megadeth i Slayer ponovo su dijelili pozornicu na turneji European Carnage Tour u ožujku i travnju 2011. godine. Megadeth je također bio glavni izvođač na četvrtom godišnjem festivalu Rockstar Mayhem Festival u srpnju i kolovozu iste godine.
U rujnu je skupina objavila DVD album Rust in Peace Live, snimljen u Hollywood Palladiumu u Los Angelesu. Kasnije je tog mjeseca Megadeth objavio pjesmu "Sudden Death" za videoigru Guitar Hero: Warriors of Rock. Skladbu su zatražili izdavači franšize Guitar Hero, koji su htjeli da skladba sadrži mračan tekst i više gitarističkih solo dionica. Bila je nominirana za nagradu Grammy u kategoriji najbolje metal izbedbe na 53. dodjeli nagrada Grammy.
Megadeth se vratio u svoj studio Vic's Garage kako bi snimio svoj trinaesti album, a njegov je producent bio Johnny K jer Andy Sneap, producent prethodnih dvaju Megadethovih albuma, nije bio slobodan. Ime albuma bilo je Thirteen i sadržavao je prethodno objavljene skladbe kao što su "Sudden Death" i "Never Dead". Nosač zvuka bio je objavljen u studenom 2011. i našao se na 11. mjestu ljestvice Billboard 200; njegov je glavni singl "Public Enemy No. 1" bio nominiran za nagradu Grammy u kategoriji najbolje hard rock/metal izvedbe. Ubrzo nakon objave albuma Mustaine je izjavio da će nakon četverogodišnje pauze nova turneja Gigantour započeti početkom 2012. godine. Postavu su uz Megadeth činili Motörhead, Volbeat i Lacuna Coil. Nakon završetka Gigantoura Rob Zombie i Megadeth najavili su kako će u svibnju 2012. održati zajedničku američku turneju od devet nastupa.

### 2012. – 2014.:Super Collider
U rujnu 2012. bilo je najavljeno da će Megadeth ponovno objaviti Countdown to Extinction u čast dvadesetoj godišnjici objave nosača zvuka. Kako bi obilježio događaj, Megadeth je otišao na turneju u kojoj je izvodio album u cijelosti. Jedna je izvedba, snimljena u Pomona Fox Theateru, iduće godine bila objavljena kao koncertni album Countdown to Extinction: Live. Još jedna pjesma s Thirteena, "Whose Life (Is It Anyways?)", bila je nominirana za nagradu Grammy u kategoriji najbolje hard rock/metal izvedbe na dodjeli nagrada Grammy 2013. godine, ali je Grammy na kraju pripao Halestormovoj "Love Bites (So Do I)".
U kolovozu je Megadeth najavio da snima svoj četvrti studijski album s producentom Johnnyjem K. Početkom 2013. Megadeth je napustio Roadrunner Records i potpisao ugovor s Mustaineovom novoosnovanu kućom, Tradecraftom, čije je albume distribuirao Universal Music Group. Album Super Collider bio je objavljen u lipnju te se našao na šestom mjestu ljestvice Billboard 200, što je bila najviša pozicija skupine na toj ljestvici od albuma Youthanasia iz 2004. godine. Međutim, kritička je reakcija na album uglavnom bila negativna. Ubrzo nakon objave Super Collidera Mustaine je izjavio da je već počeo misliti o petnaestom Megadethovom albumu. Komentirao je da ga je na to potaknula smrt Slayerovog gitarista Jeffa Hannemana, koja ga je podsjetila na smrtnost. Dodatno je objasnio: "Vrijeme je kratko. Nitko ne zna koliko će dugo živjeti. Vidjeli ste što se dogodilo s Jeffom Hannemanom stoga želim skladati što više mogu koliko god dugo mogu."
Na Gigantouru 2013. godine kao predgrupe su nastupali Black Label Society, Hellyeah, Device i Newsted. Na konačnom se koncertu Jason Newsted, bivši Metallicin basist, pridružio Megadethu na pozornici kako bi izveli "Phantom Lord", jednu od pjesama koje je Mustaine bio jedan od autora tijekom njegovog rada u Metallici. Početkom 2014. Megadeth je trebao svirati na festivalu Soundwave u Australiji, ali je otkazao svoj nastup zbog neslaganja s organizatorom turneje A. J. Maddahom oko sporednih nastupa grupe s Newstedom. Icon, kompilacija koja je sadržavala jedanaest Megadethovih skladbi iz vremena kad je imao ugovor s Capitolom, bila je objavljena u veljači kao dio istoimenog serijala albuma Universal Musica.

### 2014. – danas:Dystopiai nadolazeći šesnaesti studijski album
Tijekom druge polovice 2014. godine grupa se suočila s nekolicinom problemima. Koncert u Tel Avivu koji se trebao održati u kolovozu bio je otkazan zbog bitke između Izraela i Gaze. Megadeth se krajem rujna trebao pojaviti na Motörheadovom Motörboat brodu, ali se povukao zbog komplikacija koje su nastale nakon što je Mustaine otišao na operaciju vratne kralježnice. Krajem studenog Drover je napustio skupinu nakon deset godina sviranja s njom jer je želio raditi na svojim glazbenim interesima. Ubrzo nakon toga sastav je napustio i Broderick zbog umjetničkih i glazbenih razlika. Ellefson je negirao glasine o raspadu Megadetha i izjavio je da će on i Mustaine nastaviti raditi na novoj glazbi. Mustaine je izjavio da je jedan od razloga Broderickovog i Droverovog odlaska bio taj što su ih želje obožavatelja da se skupini vrate Friedman i Menza frustrirale. Bivši je Megadethov bubnjar, Nick Menza, 21. svibnja 2016. umro od srčanog udara dok je svirao s OHMom u džez klubu u Los Angelesu. Chris Adler, bubnjar Lamb of Goda i Kiko Loureiro, gitarist grupe Angra svirali su na Megadethovom petnaestom studijskom albumu.
Megadeth je u listopadu 2015. na internetu streamala skladbu "Fatal Illusion" s albuma Dystopia, koji je bio objavljen u siječnju 2016. Kako bi podržao Dystopiju, Megadeth je u veljači i ožujku bio na sjevernoameričkoj turneji sa Suicidal Tendenciesom, Children of Bodomom i Havokom (iako je Megadethov menadžment ubrzo maknuo Havok s turneje zbog neslaganja oko ugovora). Mustaine je najavio da Adler, koji je svirao s Lamb of Godom i Megadethom, više nije bio u grupi zbog problema koji su nastajali zbog rasporeda dvaju sastava. Zamijenio ga je Dirk Verbeuren iz Soilworka nakon što ga je Adler predložio. Druga se turneja u SAD-u održala u rujnu i listopadu, a podržali su ju Amon Amarth, Suicidal Tendencies, Metal Church i Butcher Babies.
Upitan o mogućim daljnjim nastupima velike četvorke, Mustaine je zamolio "sile" da 2017. godine pomognu stvoriti novu turneju velike četvorke jer su svi njezini sastavi podržavali svoje nove albume. Naslovna skladba s Dystopije osvojila je nagradu Grammy za najbolju metal izvedbu na dodjeli nagrada Grammy 2017. godine, što je bila prva pobjeda skupine nakon 12 nominacija. Mustaine, Loureiro, Ellefson i Verbeuren došli su na svečanost, ali Chris Adler, bubnjar na albumu i primatelj nagrade, nije.  Dok je skupina primala nagradu, kućni je sastav odsvirao Metallicinu pjesmu "Master of Puppets", zbog čega su nastale polemike među obožavateljima.
Grupa je u jesen 2017. otišla na zajedničku turneju sa Scorpionsom.
U intervju s No Brown M&Msom koji se održao u lipnju 2017. Mustaine je izjavio da će Megadeth ući u studio krajem godine kako bi počeo raditi na šesnaestom studijskom albumu. Objasnio je: "Planiramo se vratiti u studio, vjerojatno ćemo ući ondje i izmjenjivati neke ideje krajem godine. Tijekom studenog ili prosinca." Mjesec dana kasnije Mustaine je na Twitteru izjavio da je počeo "skupljati ideje" za novi Megadethov album, ali je napomenuo da će "vjerojatno" ući u studio sredinom 2018. kako bi bio objavljen 2019. godine. Kako bi podržao album, sastav će otići na mlađu inačicu turneje Clash of the Titans sa Slayerom, Testamentom i Sepulturom te će 2019. otići na vlastitu turneju koju će podržati Overkill i Death Angel.
Skupina je 6. travnja 2018. najavila da će ponovno objaviti Killing Is My Business... And Business is Good! i da će ta inačica albuma sadržavati remasterirane verzije svih pjesama i novu inačicu skladbe "These Boots", koja će biti tekstualno prilagođena Hazlewoodovoj verziji. Album će sadržavati i bonus CD-ove na kojima će biti rijetke snimke izvedbi pjesama s nosača zvuka u vrijeme turneje Live in the Flesh Tour Alicea Coopera. Killing Is My Business... and Business Is Good! - The Final Kill ponovno je bio objavljen 8. lipnja 2018. godine.
Megadeth je 25. rujna 2018. najavio svoje prvo krstarenje pod imenom Megacruise; brod će 2019. ploviti Tihim oceanom. Dva je tjedna kasnije bilo najavljeno da će Megacruise 13. listopada 2019. otploviti iz Los Angelesa i ući u luke u gradovima San Diego i Ensenada prije povratka 18. listopada, a na brodu će nastupati heavy metal skupine poput Anthraxa, Testamenta, Corrosion of Conformityja, Armored Sainta, Metal Churcha, Doro i Johna 5.

## Kontroverze
Mustaine je dao nekoliko provokativnih izjava za tisak, uglavnom dok je govorio o problemima sa svojim bivšim kolegama iz Metallice. Svađa je nastala zbog njegovog otkaza iz grupe, načina na koji je taj otkaz bio proveden i neslaganja oko autorskih zasluga na pjesmama. Mustaine je izrazio svoju ogorčenost u filmu Some Kind of Monster, u sceni koju je kasnije kritizirao jer je smatrao da ga je krivo prikazala te da nije pokazala sve što se dogodilo tijekom sastanka.
Tijekom izvedbe pjesme "Anarchy in the U.K." na koncertu u Antrimu, Sjevernoj Irskoj 1988. godine Mustaine je u pijanom stanju posvetio skladbu "cilju da se Irsku vrati Ircima!" Prije konačne pjesme Mustaine je izjavio: "Ova je za cilj da se Irsku vrati Ircima!" Zbog tog je čina došlo do pobune i borbe između katolika i protestanata u publici. Grupa je trebala putovati u blindiranom autobusu do završetka turneje u Sjevernoj Irskoj i Republici Irskoj. Mustaine je kasnije izjavio da ga je zavaralo značenje izraza "cilj" krivotvoritelja majica. Ovaj je incident nadahnuo skladbu "Holy Wars... The Punishment Due".
Kontroverzni i krivo protumačeni tekstovi sastavu su stvorili probleme. MTV je 1988. smatrao da skladba "In My Darkest Hour" potiče na samoubojstvo i odbio je reproducirati spot. Program je odbio prikazati spot za skladbu "À Tout le Monde" iz istog razloga, iako je Mustaine izjavio da je pjesma bila napisana iz perspektive čovjeka na samrti koji posvećuje svoje posljednje riječi svojim voljenima. Prema njegovim je riječima MTV smatrao da su spotovi za "Skin o' My Teeth" i "Symphony of Destruction" "bili malo pregrubi" i odbio ih je prikazati.
Tijekom svjetske turneje 2001. godine malezijska je vlada otkazala nastup skupine u svojem glavnom gradu jer je imala negativno mišljenje o njezinom imidžu i glazbi. Vlada je smatrala da je Vic Rattlehead, maskota skupine, neprikladan i rekla je članovima da će biti uhićeni održe li nastup. Dave Mustaine je odgovorio: "Razumijem što malezijska vlada pokušava učiniti i pohvalno je što želi zaštititi mladiće u državi. Ali ovo samo prikazuje razinu neznanja i apatije kojima pristupa problemu."
Nakon što se oporavio od ozljede ruke koja je dovodila njegovu karijeru u pitanje, Mustaine je 2003. godine postao preporođeni kršćanin. Zbog Mustaineove najave da Megadeth neće svirati određene pjesme na koncertima zbog njegovog preobraćenja nastala je manja polemika. Mustaine je u svibnju 2005. navodno prijetio da će otkazati koncerte u Grčkoj i Izraelu s ekstremnim metal grupama Rotting Christ i Dissection zbog antikršćanskih vjerovanja navedenih izvođača. Zbog toga su ta dva sastava otkazala svoje nastupe.
Ellefson je u srpnju 2004. na manhattanskom saveznom okružnom sudu tužio Mustainea za 18,5 milijuna dolara. Ellefson je izjavio da mu Mustaine nije davao dovoljno prihoda koji je dolazio iz prodaje robe na turnejama i tantijema za prodaju albuma. Parnica je bila razriješena 2005. godine te je Mustaine podnio protutužbu u kojoj je optužio Ellefsona za korištenje imena skupine u reklami za glazbenu opremu; parnica je bila razriješena izvan suda.

## Umijeće

### Utjecaji i stil
Tradicionalni heavy metal sastavi kao što su UFO, Black Sabbath i Budgie, grupe novog vala britanskog heavy metala poput Motörheada, Iron Maidena i Diamond Heada te punk rock izvođači kao što su Sex Pistols i Ramones uvelike su utjecali na Megadethov zvuk. Hard rock grupe poput AC/DC-ja i Led Zeppelina također su utjecali na gitaristički stil sastava. Iako su korijeni glazbe u punku, sveučilišni je profesor Jason Bivins napisao da je Megadeth slijedio glavni nacrt Motörheada i Iron Maidena. Opisao je stil kao mješavinu "instrumentalne virtuoznosti NWOBHM-a te brzine i agresivnosti hardcore punka" i naveo da skupinu nadahnjuju tekstovi hororom opsjednutom punk skupine Misfits. Mustaine je također među nosačima zvuka koji su ga nadahnuli naveo albume the Beatlesa.
Mustaine je glavni autor pjesama u skupini. Razvija ih tako što osmisli određeni gitaristički rif koji, uz izmjene, postane glavni dio pjesme. Izjavio je da se dijelovi skladbi skladaju odvojeno i da ih grupa potom slaže u zbijenu strukturu. Bubnjar Shawn Drover izjavio je da Mustaine godinama čuva nekolicinu rifova i da je jedan dio nedavnijeg materijala utemeljen na tim demosnimkama. Ellefson je izjavio da skupina stalno stvara novi materijal i da snimanje započinje razmjenom ideja, nakon čega grupa odlazi u studio i raspravlja o konceptu, smjeru, naslovnici i nazivima skladbi. Tekstovi pjesama uglavnom se pišu prije aranžiranja glazbe. Raspravljajući o tekstovima pjesama skupine Mustaine je komentirao da je mnoge teme preuzeo iz književnosti, primjerice romana Georgea Orwella.
Megadethova glazba, kao i ona njegovih suvremenika iz podzemne metal scene iz 1980-ih, sadrži grube vokale, bubnjeve s double bass uzorkom,  patterns, staccato rifove, power akorde, tremolo trzanje i solo dionice s visokim tonovima; albumi iz tog ranog perioda nastali su uz nizak budžet. Nakon što je osnovao Megadeth, Mustaine je nastavio u thrash metal stilu svoje prethodnog sastava, Metallice, s jačim naglaskom na brzinu i silinu. Megadethovu glazbu karakterizira njegova vješta instrumentalna izvedba koja sadrži brze ritmičke dionice, složene aranžmane i vokalima koji reže. Zamoljen da opiše Megadethov gitaristički stil Mustaine je odgovorio: "Kad odete na koncert i vidite gitarista koji samo stoji tamo, to je gitarist. Thrash gitarist je čovjek koji svira kao da želi prebiti gitaru namrtvo." Većina pjesama snimljena je u standardnom štimungu jer Mustaine smatra da se takvim ugađanjem može skladati bolje melodije od onih koje bi nastale drugačijim ugađanjem.
David Ellefson je u jednom intervjuu iz 2017. godine govorio o tome kako se skupina počela služiti nižim štimungom: "To jednostavno dođe prirodno kako starite, za pjevače to može predstavljati muku. Što onda treba napraviti ako ne želite prestati svirati? Snizite štimung na gitari, prilagodite se kako situacija zahtijeva."
Tijekom ranih dana sastava Mustaine je bio ritam gitarist, a Chris Poland bio je glavni gitarist. Iako je Poland svirao samo na Megadethovim prvim dvama albumima, glazbeni su mu novinari Pete Prown i Harvey P. Newquist pripisali to što je učinio glazbu raznovrsnijom zbog svojih džez utjecaja. Prema bivšem uredniku Metal Maniacsa, Jeffu Wagneru, skladateljske mogućnosti skupine dosegle su vrhunac na četvrtom albumu, Rust in Peaceu, koji je opisao "naletom preciznosti i tečnosti koji dobro podržava Megadethov status svjetske najmodernije speed metal skupine". Muzikolog Glenn Pillsbury izjavio je da je gitaristički rad na albumu bio mješavina Mustaineovog "kontroliranog kaosa" i "tehničke briljantnosti" Martyja Friedmana. Studijski uradci objavljeni sredinom i krajem 1990-ih sadržavali su pjesme zbijenih struktura s manje složenih rifova.
Megadethovi se tekstovi uglavnom osvrću na smrt, rat, politiku i religiju. Lirizam je uglavnom utemeljen na nihilističkim temama, ali ponekad se bavi i tematikama kao što su otuđenje i društveni problemi. Najraniji su nosači zvuka sadržavali tematike kao što su okultizam, grafičko nasilje i sotonizam. Nuklearni rat i konspiracije o vladi često su se pojavljivali kao teme na albumima poput Rust in Peacea i Countdown to Extinctiona. Tijekom Megadethovog komercijalnog vrhunca Mustaine se počeo više baviti osobnijim temama kao što su ovisnost i intimne veze. Za tekstove na Cryptic Writingsu Mustaine je rekao da je želio pisati pjesme koje bi se svidjele široj publici. Naziv United Abominations (Ujedinjeni užasi) satirična je igra riječima na ime Ujedinjenih naroda ("United Nations"); Mustaine je kritizirao neučinkovitost organizacije na nekolicini pjesama na tom albumu. Kasniji su albumi sadržavali tekstove u sličnom stilu.

### Nasljeđe
Prodavši 38 milijuna albuma širom svijeta Megadeth je jedan od rijetkih sastava američke podzemne metal scene iz 1980-ih koji je postigao veliki komercijalni uspjeh. Megadeth se, uz njegove suvremenike kao što su Metallica, Slayer i Anthrax, smatra jednim od glavnih osnivača thrash metala. Ove se skupine često navodi kao "veliku četvorku" thrash metala koja je bila zaslužna za razvoj i popularizaciju žanra. Loudwire je postavio Megadeth na treće mjesto najboljih thrash metal grupa, pohvalivši njegove "provokativne tekstove i nezamislivu virtuoznost". CMJ New Music Report izjavio je da je debitantski album sastava bio utjecajan i da predstavlja "zlatno doba speed metala". U sličnom je tonu Billboard opisao drugi album Peace Sells... but Who's Buying?, nazvavši ga "prekretnicom u thrash pokretu" i da su njegovi tekstovi i dalje relevantni. MTV je također komentirao da je Megadeth utjecajni metal sastav te je posebno istaknuo tehničke odlike ranijih albuma.
Megadeth se smatra jednom od glazbeno najutjecajnijih grupa iz 1980-ih. Kao dio ranog američkog thrash metal pokreta glazba skupine direktno je utjecala na death metal. Sociolog Keith Kahn-Harris napisao je da je Megadethov uspjeh u glavnoj struji bio jedan od razloga širenja ekstremnog metala u države u kojima do tada nije bio poznat. Zvuk skupine i njezine naslovnice albuma utjecale su na mnoge thrash metal izvođače iz 21. stoljeća među kojima su Toxic Holocaust i Warbringer. Prema Nielsen SoundScanu Megadeth je od 1991. do 2014. u SAD-u prodao 9,2 milijuna primjeraka albuma.

## Članovi sastava
Sadašnja postava
- Dave Mustaine – vokali, gitara (1983. – 2002., 2004. – danas)

- Kiko Loureiro – gitara, prateći vokali (2015. – danas)
- Dirk Verbeuren – bubnjevi (2016. – danas)

Bivši članovi
- Lawrence Kane – vokali (1983.)
- John Cyriis – vokali (1983.)
- Matt Kisselstein – bas-gitara (1983.)
- Greg Handevidt– gitara (1983.)
- Dijon Carruthers – bubnjevi, udaraljke (1983.)
- Brett Phillips – gitara (1983.)
- Lee Rausch – bubnjevi, udaraljke (1984.)
- David Ellefson – bas-gitara, prateći vokali (1983. – 2002., 2010. – 2021.)
- Gar Samuelson – bubnjevi, udaraljke (1984. – 1987.)
- Chris Poland – gitara (1984. – 1987.)
- Jay Reynolds – gitara (1987.)
- Chuck Behler – bubnjevi, udaraljke (1987. – 1989.)
- Jeff Young – gitara (1987. – 1989.)
- Nick Menza – bubnjevi, udaraljke, prateći vokali (1989. – 1998., 2004.)
- Marty Friedman – gitara, prateći vokali (1990. – 2000.)
- Jimmy DeGrasso – bubnjevi, udaraljke, prateći vokali (1998. – 2002.)
- Al Pitrelli – gitara, prateći vokali (2000. – 2002.)
- Shawn Drover – bubnjevi, udaraljke (2004. – 2014.)
- Glen Drover – gitara, prateći vokali (2004. – 2008.)
- James MacDonough – bas-gitara (2004. – 2006.)
- James LoMenzo – bas-gitara, prateći vokali (2006. – 2010.)
- Chris Broderick – gitara, prateći vokali (2008. – 2014.)

## Nagrade
Nagrade časopisa Classic Rock:
- 2014.: Metal Guru - Dave Mustaine

Nagrade Clio:
- 2016.: Srebrni pobjednik - "The Megadeth VR Experience"

Nagrade Genesis:
- 1993.: Glazbena nagrada Doris Day – Countdown to Extinction

Grammy:
- 2017.: Za najbolju metal izvedbu - "Dystopia"

Glazbene nagrade Loudwirea:
- 2011.: Metal album godine – Thirteen
- 2011.: Metal pjesma godine – "Public Enemy No. 1"

Nagrade Golden Gods Metal Hammera:
- 2007.: Riff Lord – Dave Mustaine
- 2015.: Golden God – Dave Mustaine

Nagrade Golden Gods Revolvera:
- 2009.: Golden God – Dave Mustaine

## Diskografija
Studijski albumi
- Killing Is My Business... and Business Is Good! (1985.)
- Peace Sells... but Who's Buying? (1986.)
- So Far, So Good... So What! (1988.)
- Rust in Peace (1990.)
- Countdown to Extinction (1992.)
- Youthanasia (1994.)
- Cryptic Writings (1997.)
- Risk (1999.)
- The World Needs a Hero (2001.)
- The System Has Failed (2004.)
- United Abominations (2007.)
- Endgame (2009.)
- Thirteen (2011.)
- Super Collider (2013.)
- Dystopia (2016.)
- The Sick, the Dying... and the Dead! (2022.)